# Józef Antoniak (żołnierz)
Józef Antoniak (ur. 28 listopada 1894 w Szczerzecu, zm. wiosną 1940 w Katyniu) – porucznik piechoty rezerwy Wojska Polskiego, kawaler Orderu Virtuti Militari, ofiara zbrodni katyńskiej.

## Życiorys
Urodził się 28 listopada 1894 we wsi Szczerzec, w powiecie lwowskim, w rodzinie Wojciecha i Anastazji z Mociaków. Ukończył Seminarium nauczycielskie w Samborze. W 1913 został powołany do cesarskiej i królewskiej armii. Walczył na froncie austriacko-włoskim, gdzie w 1917 dostał się do niewoli włoskiej.
Od 1 kwietnia 1918 pełnił służbę Oddziale Wywiadowczym włoskiej 4 Armii na stanowisku dowódcy sekcji polskiej. Wyróżnił się 24 października 1918 w walce pod Monte Pertico, za którą w późniejszym czasie, na wniosek kapitana Stefana Kluczyńskiego, został odznaczony Krzyżem Srebrnym Virtuti Militari.
W 1919 wstąpił do 11 pułku strzelców polskich, późniejszego 53 pułku piechoty Strzelców Kresowych. 20 czerwca 1919 awansował do stopnia podporucznika. W 1920 został awansowany na porucznika i przeniesiony do 54 pułku piechoty Strzelców Kresowych na stanowisko dowódcy kompanii. Walczył na froncie z bolszewikami. W 1921 powrócił do 53 pp. W sierpniu tego roku został przeniesiony do rezerwy. Zweryfikowany w stopniu porucznika ze starszeństwem z dniem 1 czerwca 1919 w korpusie oficerów rezerwy piechoty. W 1934 pozostawał na ewidencji Powiatowej Komendy Uzupełnień w Tarnopolu. Posiadał przydział mobilizacyjny do 54 pp.

W czasie kampanii wrześniowej 1939, po agresji ZSRR na Polskę, w nieznanych okolicznościach dostał się do niewoli sowieckiej i osadzono go w obozie jenieckim w Kozielsku. Wiosną 1940 został zamordowany przez funkcjonariuszy NKWD w Katyniu i tam pogrzebany w bezimiennej mogile zbiorowej, gdzie po 60 latach otwarto Polski Cmentarz Wojenny w Katyniu. W Lesie Katyńskim prowadzone były ekshumacje i prace archeologiczne. W czasie ekshumacji przeprowadzonej w 1943, odnaleziono jego bilety wizytowe, pismo urzędowe i kartę szczepienia, a zwłoki oznaczono numerem 1415. Figuruje na liście wywózkowej LW 025/2 z 9 kwietnia 1940.
5 października 2007 minister obrony narodowej Aleksander Szczygło mianował go pośmiertnie na stopień kapitana. Awans został ogłoszony 9 listopada 2007 w Warszawie, w trakcie uroczystości „Katyń Pamiętamy – Uczcijmy Pamięć Bohaterów”.
Był żonaty z Janiną Kowernańkówną.

## Ordery i odznaczenia
- Krzyż Srebrny Orderu Wojskowego Virtuti Militari nr 5633 – 27 września 1922[15][1][3]
- Medal Pamiątkowy za Wojnę 1918–1921[1]
- Medal Dziesięciolecia Odzyskanej Niepodległości[1]
- Krzyż Kampanii Wrześniowej – pośmiertnie 1 stycznia 1986[16]